# Ромуальд Павляк
Ромуальд Павляк (пол. Romuald Pawlak, 13 травня 1967, Сосновець) — польський письменник-фантаст, та автор дитячої літератури.

## Біографія
Ромуальд Павляк народився у 1967 році в місті Сосновець. Перше оповідання опублікував у 1987 році в журналі «Na Przełaj». У 90-х роках ХХ століття Павляк публікував оповідання в журналах «Nowa Fantastyka» «Science Fiction, Fantasy & Horror», «Magia i Miecz», «Młody Technik». У 2003 році вийшов друком перший роман автора «Інші кораблі» (пол. Inne okręty), написаний у жанрі альтернативної історії, в якому описується інший варіант завоювання Перу іспанцями. У 2004 році вийшов друком наступний фантастичний роман «Лицар без коня» (пол. Rycerz bezkonny), а в 2005—2008 роках опублікована гумористично-фентезійна трилогія «Чарами й драконом» (пол. Czarem i smokiem). У 2007 році Павляк опублікував ще один роман в жанрі альтернативної історії «Армія сліпців» (пол. Armia ślepców). У цьому ж році вийшов друком перший твір письменника для дітей «Мілек з Чорного Лісу» (пол. Miłek z Czarnego Lasu) У 2010 році письменник опублікував історичний роман з елементами фантастики «Кабезано, король карликів» (пол. Cabezano, król karłów). Наступні роки вийшли друком кілька дитячих книг Павляка, зокрема повість «Шапка Шерлока Холмса» (пол. Czapka Holmesa), «Перескочити через вогонь» (пол. Przeskoczyć przez ogień), «Лєна в хмарах» (пол. Lena w chmurach), «Дірка в серці» (пол. Dziura w sercu).
У 2011 році вийшов друком реалістичний роман Павляка «Поки псяюра нас не розлучить» (пол. Póki pies nas nie rozłączy), і в цьому ж році вийшов інший реалістичний роман автора «Спілка для ремонту» (пол. Związek do remontu). У 2020 році письменник розпочав новий цикл фантастичних творів «Дім Крастів» (пол. Dom Krastów).

### Романи і повісті
- Інші кораблі (пол. Inne okręty, 2003)
- Лицар без коня (пол. Rycerz bezkonny, 2004)
- Чарами й драконом (пол. Czarem i smokiem, 2005)
- Війна повітряних куль (пол. Wojna balonowa, 2006)
- Армія сліпців (пол. Armia ślepców, 2007)
- Мілек з Чорного Лісу (пол. Miłek z Czarnego Lasu, 2007)
- Драконяче гніздо (пол. Smocze gniazdo, 2008)
- Шапка Шерлока Холмса (пол. Czapka Holmesa, 2009)
- Кабезано, король карликів (пол. Cabezano, król karłów, 2010)
- Лєна в хмарах (пол. Lena w chmurach, 2010)
- Поки псяюра нас не розлучить (пол. Póki pies nas nie rozłączy, 2011)
- Спілка для ремонту (пол. Związek do remontu, 2011)
- Дірка в серці (пол. Dziura w sercu, 2012)
- Кров не вода (пол. Krew nie woda, 2015)
- Подарувати небо (пол. Podarować niebo, 2020)

### Збірки оповідань
- Вовча кров, вогонь драконів (пол. Wilcza krew, smoczy ogień, 2006)
- Це війна, а також і заруба (пол. Bo to jest wojna, rzeź i rąbanka, 2007)
- Порожній сад (пол. Pusty ogród, 2021)